# Ținutul Cernăuți
Ținutul Cernăuți a fost o unitate administrativ-teritorială în cadrul Principatului Moldovei.

## Istorie
Ținutul Țețina este menționat documentar între 1395-1481, iar cu denumirea de ținutul Cernăuți, apare începând după documentele interne, cu anul 1476 fiind administrat de către un pârcălab sau staroste. După ce Țara Moldovei pierde ținutul Hotinului, importanța ținutului Cernăuți, în special din punct de vedere economic, a crescut considerabil, îndeosebi datorită iarmaroacele anuale și veniturilor vamale.
La 1775, întregul ținut avea 119 sate, dintre aceste au fost retrocedate, prin Convenția de la 12 mai și 2 iulie 1776, Moldovei 12 sate, așa că au rămas în acest ținut sub dominație străină 107 sate.

## Localități
La recensământul fiscal desfășurat în anul 1774, în ținut erau următoarele sate și târguri:
Ocolul Târgului:
Târgul Cernăuțiului, Mihalcea, Camena, Cuciurul Mare, Voloca, Mologhia,  Corovia, Rosoșa, Corovia, Lucovița de Sus, Lucovița de Jos, Cotul lui Bainschii, Mamornița, Ostrița, Horecea, Molnița, Sănehău, Hreațca, Culiceni, Fundoaia, Godinești, Buda, Noua Selița, Becești, Ținteni, Târnauca, Movila Herței, Herța, Bilibăuți, 
Ocolul Prutului de Jos:
Stroești, Boian, Lucăceni, Lehăceni, Mahalaua, Rărincea, Cernauca, Șirăuți, Zadobriuca, Sobraneț, Mămăiești, Rohozna, Jușca, Lințești, Valeva, Vetleuca, Lasciuca, Coțmani, Suhaverha, Clevodin, Davidești, Gavrilești, Ivancăuți, Oșihlib, Orășeni, Lujeni, Nepolicăuți, Țobeni, Cidicăuți, Răvăcăuți, Berhomete, Dubovăț, Șipenița.
Ocolul Nistrului:
Vaslăuți, Cuciurul Mic, Vărbăuți, Iurcăuți, Boenciuc, Horoșăuți, Dobronăuți, Bohărlăuți, Pârâul Negru, Onut, Samușeni, Mosoreuca, Mitcău, Slobozia Mitcău, Tăuteni, Slobozia Mariuca, Slobozia Ocna, Stăuceani, Maltenița, Iujineț, Șișcăuți, Borăuți, Chisălău, Babin, Prilipcea, Luca, Zvenece, Răpujnița, Vasileu, Coliuți, Doroșăuți, Cincău, Cadobiște, Zastavna.
Ocolul Ceremușului:
Bobești, Bănila de Jos, Bănila de Sus, Barbești, Pleșnița, Broscăuți, Cobești, Carabciu, Călinești, Ciortorie, Costești, Dracinița, Ispas, Milie, Stănești, Vascăuți, Vilauce, Zamostie, Zeleneu, târgul Vijnița,